# Croix d'Ambialet
La croix d'Ambialet est une croix de cimetière située dans l'ancien cimetière d'Ambialet, dans le Tarn, en région Occitanie.

## Description

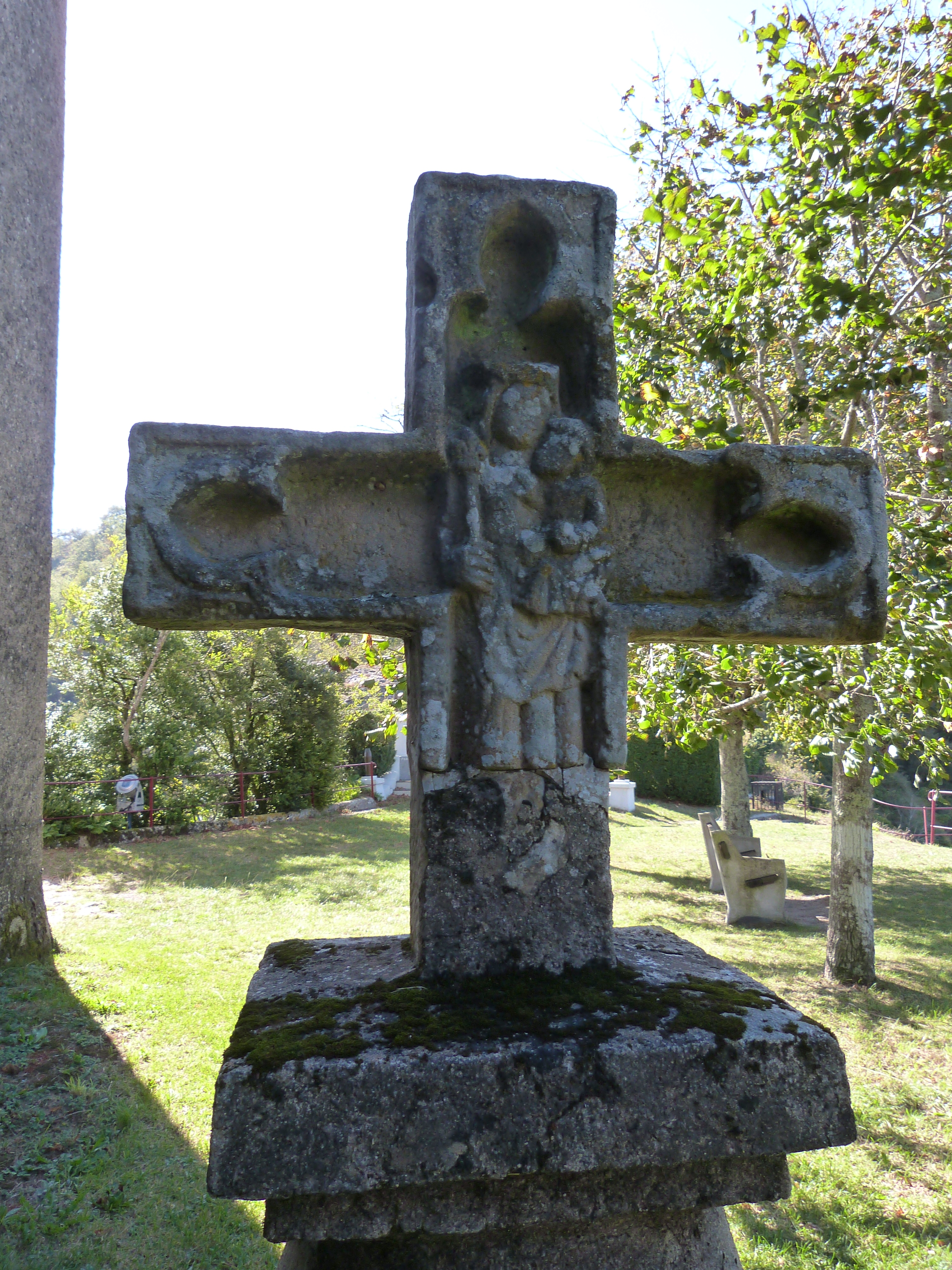
Croix d'Ambialet, le Vierge à l'Enfant

La croix d'Ambialet date de 1759-1760, à en croire la date gravée sur le support carré de la croix. La partie supérieure (sculptée) pourrait être bien antérieure à cette date, au vu du raccord net en les pieds de Jésus Christ (le personnage sculpté) et le bas de la croix. Elle daterait donc originellement du XVe siècle.
La face présente Jésus Christ sur la croix, anormalement incliné à gauche, alors que l'autre côté de la croix présente une Vierge à l'Enfant. 
La croix d'Ambialet est inscrite au titre des monuments historiques par arrêté du 20 octobre 1971.